# Ахмади, Фарид
Фарид Ахмади (англ. Farid Ahmadi; род. 6 февраля 1988, Кабул) — афганский футболист, полузащитник. Выступал за национальную сборную Афганистана.

## Биография

### Клубная карьера
С 2005 года по 2011 год играл за афганский клуб «Кандагар Арьян».

### Карьера в сборной
В 2003 году выступал в национальной сборной Афганистана. В составе команды провёл всего одну игру, в которой отличился забитым голом.
В 2004 году принимал участие в Южноазиатских играх 2004, которые проходили в Пакистане. В своей группе афганцы заняли последнее 4 место не набрав ни одного очка.